# Lennio Sgonc
Lennio Sgonc (* 26.  Mai 2004 in Bregenz) ist ein österreichischer Handballspieler.

## Karriere
Sgonc begann in seiner Jugend beim Bregenz Handball Handball zu spielen. Später lief er in der Jugend des Alpla HC Hard auf. 2022/23 nahm er mit dem Alpla HC Hard an der EHF European League teil und konnte im Spiel gegen Sporting CP sein erstes Tor in einem internationalen Bewerb erzielen. 2022/23 konnte der Rechtsaußen den ÖHB-Cup gewinnen. In der Saison 2023/24 wurde der Außenspieler als „Newcomer des Jahres“ ausgezeichnet.
Sgonc ist teil des Jugend-Nationalteams des Jahrgangs 2006, mit dem er an der U-20-Handball-Europameisterschaft der Männer 2024 teilnahm und mit dem Team den sechsten Platz erreichte.

## Erfolge
- 1× Österreichischer Pokalsieger 2022/23

## Saisonbilanzen

### HLA Meisterliga
| Saison    | Verein        | Spielklasse     | Spiele | Tore | 7-Meter    | Feldtore |
| --------- | ------------- | --------------- | ------ | ---- | ---------- | -------- |
| 2020/21   | Alpla HC Hard | HLA Meisterliga | 02     | 0    | 0/0        | 0        |
| 2021/22   | Alpla HC Hard | HLA Meisterliga | 06     | 02   | 0/0        | 02       |
| 2022/23   | Alpla HC Hard | HLA Meisterliga | 017    | 08   | 0/0        | 08       |
| 2023/24   | Alpla HC Hard | HLA Meisterliga | 030    | 056  | 2/3        | 054      |
| 2024/25   | Alpla HC Hard | HLA Meisterliga | 018    | 020  | 1/1        | 019      |
| 2020–2025 | gesamt        | HLA Meisterliga | 073    | 086  | 3/4 (75 %) | 083      |

### HLA Challenge
| Saison    | Verein        | Spielklasse   | Spiele | Tore | 7-Meter    | Feldtore |
| --------- | ------------- | ------------- | ------ | ---- | ---------- | -------- |
| 2022/23   | Alpla HC Hard | HLA Challenge | 018    | 136  | 5/7        | 131      |
| 2023/24   | Alpla HC Hard | HLA Challenge | 04     | 013  | 0/0        | 013      |
| 2024/25   | Alpla HC Hard | HLA Challenge | 07     | 030  | 1/2        | 029      |
| 2022–2025 | gesamt        | HLA Challenge | 029    | 179  | 6/9 (67 %) | 173      |